# Арнольдов, Арон Маркович
Аро́н Ма́ркович Арно́льдов (настоящая фамилия Шейнфайн; 1894, Бар, Могилёвский уезд, Подольская губерния, Российская империя — 3 сентября 1937, Москва, СССР) — советский железнодорожник, начальник Карело-Мурманского комбината.

## Биография
Окончил городское и реальное училище.
Член РСДРП(б) (1917).
В 1917—1920 гг. служил в Красной армии, заведующий отделом военных сообщений Всероссийского бюро военных комиссаров.
В 1920 — комиссар, уполномоченный Наркомата путей сообщения в Сызрани.
С 1922 г. — уполномоченный НКПС по Мурманской железной дороге.
С 1923 г. — председатель правления Мурманского промышленно—транспортного и колонизационного комбината, в хозяйственном подчинении которого находились территории на площади в 3 миллиона гектаров, прилегающие к Мурманской железной дороге, в том числе тресты «Желлес», «Желрыба», «Желстрой», «Желϲᴎликат».
Один из организаторов журнала «Вестник Карело-Мурманского края», где публиковал свои исследования по краеведению и промышленно-экономическому развитию края.
С 1924 г. также начальник Муркомпорта.
С 1927 г. — уполномоченный НКПС на Московско — Белорусско — Балтийской железной дороге.
В 1930 г. окончил Ленинградский политехнический институт.
В 1930—1931 гг. — член коллегии НКПС, был директором Московского транспортно—экономического института.
В 1931—1933 гг. — начальник Октябрьской железной дороги, уполномоченный Совета Труда и Обороны СССР в Ленинградском порту.
В 1933—1935 гг. — начальник Правления вагонного хозяйства Наркомата путей сообщения.
В 1936 г. награждён Орденом Трудового Красного Знамени
В 1936—1937 гг. — начальник Юго-Восточной железной дороги.
В январе 1937 г. освобождён от занимаемой должности и арестован по обвинению в участии в антисоветской троцкистской террористической и шпионско-диверсионной организации.
Расстрелян 3 сентября 1937 г. Место захоронения — Москва, Донское кладбище. Реабилитирован 20 октября 1956 г.

## Память
Имя Арнольдова носили посёлок Арнольдовка рядом с Мурманском (переименован[уточнить] в Нагорновский), посёлок имени Арнольдова при станции Медвежья Гора (переименован в 1936 г. в Октябрьский, ныне улица Октябрьская Медвежьегорска) и лесозавод железной дороги в Кандалакше.

## Сочинения
- Вторые Дарданеллы. Мурманский выход в Европу / А. М. Арнольдов. — Пг., 1922.
- К программе правления Мурманской железной дороги на 1924/1925 гг. / А. М. Арнольдов // Вестник Карело-Мурманского края. — 1924. — № 48. — С. 1—11.
- К поднятию производительности труда на Мурманской железной дороге / А. М. Арнольдов // Вестник Карело-Мурманского края — 1924. — № 10. — С. 4—8.
- Колонизация и будущее Мурманского края / А. М. Арнольдов // Вестник Карело-Мурманского края — 1924. — № 9. — С. 4—11.
- Медвежья гора : опыт промышленной колонизации / А. М. Арнольдов // Хоз-во Сев.-Запад. края. — 1924. — № 5/6. — С. 211—214.
- Три года: к трехлетию деятельности Правления Мурманской ж. д. — Л., 1925. — 50 с.
- Надвоицкий район и его промышленное преимущество / А. М. Арнольдов // Хоз-во Сев.-Запад. края. — 1925. — № 21.
- Год тяги / А. М. Арнольдов ; Правление Мурманской ж. д. — Л., 1925. — 15 с.
- Тезисы к новому порядку управления лесными предприятиями Мурманской железной дороги / А. М. Арнольдов ; Правление Мурманской ж. д. — Л. : 2-я Тип. Транспечати НКПС им. Тов. Лоханкова, 1925. — 16 с.
- К программе правления Мурманской железной дороги на 1925/1926 гг. / А. М. Арнольдов // Вестник Карело-Мурманского края. — 1925. — № 33. — С. 3—7; No 34. — С. 2—6; 1926. — № 2/3. — С. 3—7; № 5. — С. 12—16.
- Три года, 1922—29/ VIII — 1925 : к трехлетию деятельности Правления Мурманской железной дороги дороге / А. М. Арнольдов; Правление Мурманской ж. д. — Л. : Тип. им. Алексеева, 1925. — 50 с.
- Экзамен дороге / А. М. Арнольдов; Правление Мурманской ж. д. — Л. : Тип. им. Алексеева, 1925. — 16 с.
- Мурманский и Кемский порты: состояние портов, работы в 1923—25 гг. и перспективы на 1924—25 г. / А. М. Арнольдов. — Л., 1925.
- Железнодорожная колонизация в Карельско-Мурманском крае : по материалам, разработанным колонизационным отделом Правления дороги / А. М. Арнольдов. — Л., 1925. — 86 с. : табл.
- Колонизация, но не колонизаторство / А. М. Арнольдов // Карело-Мурман. край. — 1927. — № 3. — С. 5—7.
- К программе правления Мурманской железной дороги на 1925—1926 гг. / А. М. Арнольдов. — Л., 1926. — 87 с.
- Организация Надвоицкого электроплавильного центра.— Транспорт и хоз-во, 1926, № 1, с. 42—45.
- Неотложные задачи Комбината Мурманской ж. д. // Карело-Мурманский край-1927, № 2